# Bella (chanson de MHD)
Pour les articles homonymes, voir Bella.
Singles par MHD
Afro Trap Part. 10 (Moula Gang)
(2018) Intro Mansa
(2018)
Singles par Wizkid
Soco
(2018) Fever
(2018)
Bella est une chanson interprétée par MHD en duo avec Wizkid, sortie le 19 juillet 2018.
La chanson est le deuxième extrait et onzième titre de l'album 19.
Cela parle que les 2 chanteurs aime une fille qui les attirent

## Clip
Le clip sort le 19 juillet 2018,.

## Liste de titres
| 1. | Bella (feat. Wizkid) | MHD, Wizkid | 3:04 |

## Classements hebdomadaires
| Classement (2017-18)     | Meilleure position |
| ------------------------ | ------------------ |
| France (SNEP)            | 4                  |
| Belgique (BEA)           | 38                 |
| Suisse (Charts Romandie) | 57                 |

## Certification
| Région        | Certification | Ventes/Streams |
| ------------- | ------------- | -------------- |
| France (SNEP) | Diamant       | 50 000 000     |

## Historique de sortie
| Pays                  | Date            | Format         | Label                         |
| --------------------- | --------------- | -------------- | ----------------------------- |
| France / Monde entier | 20 juillet 2018 | Téléchargement | Artside, Capitol, (Universal) |